# Charles-Timoléon de Beauxoncles
 Cet article contient des extraits de un ou plusieurs livres anciens (Les oeuvres satyriques du sieur de Sigogne) dont le contenu se trouve dans le domaine public. Il est possible de supprimer cette indication si le texte reflète le savoir actuel sur ce thème, si les sources sont citées, s'il satisfait aux exigences linguistiques actuelles et s'il ne contient pas de propos qui vont à l'encontre des règles de neutralité de Wikipédia.
Œuvres principales
Recueils collectifs de poésies libres et satiriques
Charles-Timoléon de Beauxoncles, sieur de Sigogne, né vers 1560 à Dieppe où il est mort en 1611, est un poète satirique français.

## Biographie
Fils du gouverneur de la ville de Dieppe, le sieur de Sygogne a pris part aux guerres de religion dans les rangs de la Ligue avant de se rendre, lors de la bataille d'Ivry à Sully et de se rallier à Henri IV. Vers 1593, il devient gouverneur du Dunois et de Châteaudun. Gravitant dans l'entourage de la favorite d’Henri IV Henriette d'Entragues, marquise de Verneuil (1579-1633) dont il a fort probablement obtenu les faveurs, il était l’un des poètes favoris du roi qui le fit vice-amiral de Normandie. Devenu gouverneur de Dieppe en 1603, il sera celui qui transmettra les messages d’Henriette d’Entragues au roi en 1604 après l’échec de son complot pour faire reconnaître son fils Gaston-Henri comme dauphin au détriment du futur Louis XIII. Cependant, les faveurs du roi cessèrent lorsqu’on découvrit la nature de ses relations avec la marquise de Verneuil. Retiré à Dieppe dont il devient, comme son père, gouverneur, il y mène une vie de prodigalité. Compris dans le pardon accordé à Henriette d'Entragues, Sygogne n’en profitera cependant guère, le roi ayant entre-temps rompu avec la favorite.

## Histoire

### Origines et contexte historique du Sieur de Beauxoncles
La maison de Beauxoncles de Sygogne (Cigoigne, Cigongnes, Cygognes, Sigongnes, Sigoigne, Sigognes ou Sygognes), l'une des plus anciennes de l'Orléanais, portait de gueules à trois coquilles d'or au chef d'argent. Ils tiraient ce nom de Sigogne, qu'ils n'ont ajouté à leur patronymique qu'aux environs de 1505, d'une terre sise au village de Sigogne, paroisse de Saint-Léonard, à quelques lieues de Blois, et que Jean de Beauxoncles, écuyer, seigneur du Fau, époux de Jeanne de Saint-Martin, semble avoir acquise par mariage vers 1400. Cependant, ce n'était point là le plus important de leurs fiefs, qui, dans le Dunois seulement, s'élevaient jusqu'à trente-six. Le reproche qui leur fut fait de n'appartenir pas à la noblesse est d'autant plus mal fondé que le petit-fils de Pierre de Beauxoncles, écuyer et premier seigneur de Cigognes,Jean de Beauxoncles, lieutenant de la Bande des Archers françois de la Garde du Boy sous M. de Chavigny, mourut Chevalier de Saint-Michel en 1572. L'on sait que la réception dans l'Ordre impliquait les seize quartiers. Les Beauxoncles devaient être promus à de plus hautes dignités.
Le 3 août 1563, sur les sollicitations de M. de Brissac, messire René de Beauxoncles, chevalier, seigneur de Sigoignes, Rocheux, les Rivaudières, l'Archerie, Aulnay, Yieuvy, etc., etc., capitaine de deux cents hommes de pied des Vieilles Bandes du Piémont (et, sous Henri III, chambellan de France et de Pologne), fut nommé par Charles IX gouverneur du hâvre et château de Dieppe, en remplacement de M. de la Curaye, gentilhomme religionnaire, qui, cédant aux remontrances de Catherine de Médicis, venait de se démettre de sa charge. Il ne convenait pas, en effet, que le roi fût servi « en ses bonnes villes » par d'autres capitaines que de religion romaine.
Esprit délié, persuasif, plein d'adresse et de politique, René de Beauxoncles devait mieux que personne servir les desseins de la reine mère. Il est cependant assez difficile de le juger. Les historiens catholiques, tels que Desmarquets, Asseline et l'abbé Cochet, le représentent comme un homme vertueux, sage et modéré, tandis que les protestants, tels que les frères Daval, Samuel Hardy et le Rév. Charles Merk, en font un sectaire ambitieux et sans pitié. Les seconds donnent même à entendre qu'il aurait été valet de Brissac, le confondant avec son frère Jean, qui avait exercé les fonctions de gouverneur du jeune Comte, et dans la feinte ignorance que les deux familles s'étaient alliées.
« Ce qu'il y a de certain, dit L. Vitet, c'est que ce fut sous son gouvernement que le protestantisme commença à déchoir à Dieppe; et, comme il était fervent catholique, on doit présumer qu'il ne manqua pas d'user contre l'hérésie des armes cachées que son esprit frivole savait si bien manier, et que ce n'est pas à tort que les réformés ont voué à sa mémoire une si belle haine. »
Son premier soin fut de ne laisser paraître aucune prédilection pour le catholicisme, de faire mille avances aux protestants et de capter ainsi leur affection. C'est qu'il n'était pas sans savoir que si l'amiral de Châtillon, qui avait la haute main sur le port de Dieppe, rentrait en crédit, il ne voudrait laisser qu'à l'un des siens le gouvernement de la citadelle.
Ce qu'il avait redouté se réalisa : l'amiral obtint sa grâce et fit bientôt connaître aux Dieppois son intention de leur donner un gouverneur dont il fut plus assuré. M. de Sigogne dut à la ruse de conserver son siège. Il alla sur-le-champ trouver les échevins et en obtint aisément une requête en sa faveur. Coligny, surpris, hocha la tête : «Messieurs les Dieppois, dit-il, me font l'effet de ne savoir ce qu'ils demandent : je crains qu'il ne leur advienne comme aux grenouilles, et que leur Cigogne ne leur fasse un mauvais parti. » Il acquiesça cependant, pensant que si ce gouverneur leur donnait quelque défiance, ils le remplaceraient quand ils le voudraient. Quand ils le voulurent, il était trop tard...
Sitôt que M. de Sigogne fut certain de sa place, il se dévoila catholique ardent et ne manqua pas une occasion de sévir contre les réformés. En 1567, pendant la prise d'armes du prince de Condé, un coup d'arquebuse qui lui fut tiré par un milicien excita sa colère. Dès lors, il exagéra les conséquences des édits de rigueur et restreignit celles des édits favorables, refusa l'entrée de Dieppe aux ministres et fidèles qui en étaient sortis précédemment, bien que la Déclaration du 23 mars 1568. autorisât dans le royaume l'exercice de la religion nouvelle, et fit décider que tous les enfants, sans distinction, seraient baptisés immédiatement après leur naissance. Bref, il fut odieux. Un gentilhomme de la contrée, Jacques Malderée, sieur de Cateville, se mit à la tête d’un complot. Le complot découvert, Cateville fut décapité, avec cinq partisans nobles et dix-neuf bourgeois. La sévérité du gouverneur ne connut plus de bornes. Les flagellations, les pendaisons, les supplices furent remis en usage. On leva des impôts énormes, qui, en quelques jours, produisirent plus de trente mille écus. Enfin, une partie des pauvres diables abjura le schisme à l'autre se résigna à gagner l'Angleterre.
La ville soumise, ce soudard, qui servait aveuglément son roi, usa cependant de clémence en préservant du massacre de la Saint-Barthélemy les derniers calvinistes courbés sous la terreur. Sa mort, néanmoins, fut regardée comme un miracle, « une justice de Dieu ». Le 15 novembre 1582, il était allé visiter des domaines confisqués sur les huguenots, près du village de Pourville; au retour, son cheval, qui avait appartenu à l'un des conspirateurs décollés, s'abattit dans une rivière et lui décocha une ruade à la poitrine. On l'inhuma dans l'église de Saint-Rémy. Sur le monument, qui le représentait tête nue, mains jointes, et portant le collier de Saint-Michel que le roi lui avait adressé en 1566, l'on grava cette épitaphe :
| « J'eus mes honneurs guerriers en Piémont et en France. Mes grades à la cour et à Turin mon los La Beausse a eu mes biens, mes parens, ma naissance. Et Dieppe mon conseil, mon labeur et mes os. » |

René de Beauxoncles, qui, en 1556, avait épousé Jeanne des Essarts, dame d'honneur de Marie de Médicis, laissait deux fils : Charles-Timoléon, le poète satirique et Anthoine de la Benaudière, qui épousa, par la suite, Jacqueline de Yendômois, sœur utérine de Racan. Aymard de Cermont de Chastes, chevalier de l'ordre de Malte, succéda à René de Beauxoncles de Sigogne, le 13 mars 1583. Il a peut-être paru oiseux de s'attarder à la vie de René de Beauxoncles. Pourtant, il n'était pas moins nécessaire d'étudier un gouvernement qui devait retourner aux mains dissipatrices du poète que de détruire une légende qui fait encore de Sigogne une sorte de baron de Foeneste, un faquin parvenu, petit-fils d'un barbier de village et fils d'un valet d'écurie aux gages du maréchal de Brissac. De tous les écrivains de valeur que la Postérité a refusé d'enregistrer, de tous les aventuriers aujourd'hui sans renom, nul n'est plus oublié que Sigogne, nul n'échappe plus aux curieux, insuffisamment renseignés par le Journal de l'Estoile et les Historiettes de Tallemant. On ne peut que regretter que Colletet n'ait point consacré à Sigogne, dans sa Vie des Poètes français, l'article qu'il méditait, bien que cet article ne nous fût peut-être pas parvenu... Les esprits imaginatifs, ou simplement perspicaces, ne s'attarderont pas à déplorer cette lacune : l'image du satirique, ses compagnons, ses amours et ses mœurs revivront à la lecture de ses vers.

### Vie de Charles Timoléon de Sigogne
On évoque aisément Villon dans son mauvais lieu. Charles-Timoléon de Beauxoncles, chevalier, seigneur de Sigogne, Rochereux, Oucques, Saint-Simon et autres lieux, gentilhomme ordinaire de la Chambre et Appartements de Sa Majesté, capitaine des Ordonnances du Roi et cornette au régiment de Mayenne, naquit, d'après dom Liron, dans le comté de Dunois, vers 1560.
Il est probable qu'il passa son enfance à Dieppe, ce qui expliquerait l'erreur d'Asseline qui l'y croit né, lui et son frère. Destiné à la carrière des armes, il dut servir de bonne heure, puisqu'en 1585, Agrippa d'Aubigné, qui escarmouchait avec les huguenots, dans le Poitou, la Touraine et l'Orléanais, contre les ducs d'Épernon et Joyeuse, surprit, près de Marchenoir, trente cavaliers de sa compagnie et en fit prisonnier le maréchal des logis, La Grand'Houssaye. La prise parut de si mince noblesse que l'on relâcha La Grand'Houssaye avec mépris.
Trois ans après la bataille de Vimory, où Sigogne fut blessé (B. N. Cabinet d'Hozier, ms. fr. 30, 916), l'armée de Mayenne, éclatante et fleurie comme la « chevalerie » de François Ier , renforcée de deux mille Espagnols, dirigés par le comte d'Egmont et précédés d'un moine en habits sacerdotaux qui brandissait une croix de Saint-André, rencontrait à Ivry les onze mille soudards mal équipés du Béarnais. Le 14 mars, au matin, l'artillerie royale ouvrit le combat. On sait le reste. Les reîtres, balayés par le roi, qui menait la charge « avec un grand pennache sur sa salade » (Charron), jetèrent le désordre dans les lanciers de Mayenne. Ceux-ci les repoussèrent avec leurs lances, et la confusion acheva la déroute du parti ligueur, qui perdit huit cents hommes de cheval, mille huit cents hommes de pied et cinq canons.
La cornette rouge d'Egmont et la cornette blanche aux fleurs de lis noires de Mayenne, c'est-à-dire l'étendard même de la Ligue que portait Sigogne, tombèrent aux mains des vainqueurs, avec plus de quatre-vingts enseignes. Ce fut Maximilien de Béthune, baron et marquis de Rosny, plus tard duc de Sully, qui reçut l'épée de Charles de Beauxoncles. Cette défaite fut pour lui le commencement de la fortune.
Henri prit en amitié ce bon compagnon qui renonçait au parti de la Ligue pour le suivre et devait lui assurer des conquêtes plus aisées, où le sang répandu est un sacrifice au Plaisir. Au surplus, ces choix, qui faisaient dire que le roi ne tenait compte que de ceux qui l'avaient desservi, achetaient l'obéissance des chefs et subjuguaient leur ambition. Il est probable que Sigogne tint la campagne avec l'armée royale jusqu'à la fin solennelle du parti et la soumission publique de son chef. L'intimité du favori devint si étroite qu'Henri IV ne parut pas s'offenser d'une épigramme gaillarde dirigée contre lui et Gabrielle d'Estrée, alors que, sans se soucier du Cardinal d'Autriche, qui s'approchait pour secourir Amiens, il sacrifiait à l'amour des instants décisifs pour l'avancement de ses affaires.
| « Ce grand Henri, qui souloit estre L'effroi de l'Espagnol hautain, Fvyt aujourd'hui devant un prestre Et suyt le cu d'une putain. » |
| (Cf. Tallemant des Réaux : Henri IV.)                                                                                                |

Gouverneur de la ville de Châteaudun et du comté de Danois, Sigogne ne semble guère avoir résidé que pour se livrer aux délices de la campagne et de la chasse. Le souvenir le plus glorieux qu'il y laissa fut d'avoir provoqué et tué en duel un certain Tersan, ancien ligueur et terreur de la contrée, écrit Dom Liron. Cet exploit fut célébré en un latin détestable par un ami de Ronsard et de Turnèbe], César-Auguste-Cotté, qui, en outre, a élevé aux grands hommes de son pays un monument justement dédaigné.
La cour avec ses fêtes, Paris et ses plaisirs retenaient davantage Sigogne, qui pouvait y dissiper abondamment sa fortune et celle de Marguerite du Fau, veuve de Jean de Rosny, son épouse depuis le 17 janvier 1503. De plus, Henri IV l'employait comme négociateur de ses amours, ayant rencontré en lui un courtisan peu scrupuleux sur le chapitre de l'honneur. La confiance du roi alla même jusqu'à le déléguer à Florence, où le grand-duc épousait par procuration Marie de Médicis. Ainsi, l'ami des plus fameuses maquerelles de la capitale, le compagnon de débauche de Mathurin Régnier et des ivrognes de la Pomme de Pin ouvrit, sur les instances de l'illustre fiancée, le bal de gala où l'on dansa des courantes et des branles.
La galère de Marie, marquetée d'ivoire, d'ébène, de nacre et de lapis, ramena à ses débordements celui que Garassus n'aurait pas trouvé indigne de la chiourme des rameurs. L'esprit et le franc-parler de Sigogne touchaient autant le roi que ses services. Mais écoutons plutôt le ministre Sully,:
« Le duc de Luxembourg ayant eu cette année un procès au Parlement, les avocats qui avaient plaidé sa cause furent assez hardis pour exiger 1,500 écus. Il en porta ses plaintes au roy, qui enjoignit au Parlement de donner un arrêt par lequel le salaire des avocats fût réduit et taxé. Le Parlement accorda l'arrêt, mais les avocats, au lieu de s'y soumettre, allèrent, au nombre de trois, remettre leurs chaperons au greffe, ce qui fut suivi d'une cessation d'audience. Il se fit un murmure général dans Paris, surtout de la part des Pédans et des Badauds... Les avocats trouvèrent bientôt des partisans jusqu'à la cour qui sçavent si bien grossir un mal très peu considérable en soi, que le roy, étourdi de leurs clameurs, commença à s'alarmer sur les conséquences. Pendant que cette affaire étoit encore en branle, un jour que Sa Majesté s'en entretenait dans son cabinet avec les courtisans et qu'elle rapportait toutes les entraves qui lui avoient été faites en faveur des avocats : « Pardieu ! Sire, je ne m'en étonne pas, dit Sygognes, en élevant sa voix et de l'air d'un homme piqué. Ces gens-là montrent bien qu'ils ne sçavent à quoi s'occuper, puisqu'ils se tourmentent tant l'esprit d'une chose si frivole. Vous diriez, à les entendre criailler, que l'État serait perdu si on n'y voyait plus de clabaudeurs. »
Sygogne apporta ensuite pour preuve que l'établissement des avocats n'est pas fort ancien en France, le Protocole de la Chancellerie, dont la première lettre est intitulée : Lettre de grâce à plaidoyer par Procureur. Et, comme il vit qu'on l’écoutait avec plaisir, il ajouta que cet art s'était établi à la ruine de la noblesse et du peuple : « Il n'y a qu'à leur ordonner de se mettre dans huit jours ou plus tard à continuer leurs fonctions aux conditions portées par la cour, sous peine d'être obligés de s'en aller servir l'État en Flandre, un mousquet sur l'épaule. Et je vous réponds qu'on les verra bientôt courir pour reprendre ces magnifiques chaperons, comme vermine vers un tas de froment. »
Le Roy se divertit beaucoup tout le premier de la saillie de Sygognes, et convint que ses raisons étaient bonnes. Mais, soit qu'il se fût laissé aller aux sollicitations, ou ébranler par la crainte de joindre ce nouveau trouble à ceux qui agitaient déjà le royaume..., il consentit que pour cette fois l'arrêt demeurât sans effet. Et c'est ainsi que se termina cette risible affaire, sur laquelle je renvoyé pour les réflexions au propre discours de Sygognes.
S'il est curieux d'entendre l'imprécateur ordurier de Perrette censurer les affaires publiques, l'on ne s'en étonnera que davantage par la suite. Mais Sigogne montrait toutes les audaces : ainsi, disgracié d'Henriette d'Entragues, cette maîtresse capricieuse et criminelle d'État avec laquelle il trompait le Vert-Galant, il accepta que ce dernier le menât quant et lui à Verneuil pour faire la paix. Le roi lui donnant à entendre qu'il ne resterait qu'une heure ou deux, le laissa dans un cabaret des faubourgs. Henri témoigna sans doute à la Marquise quelque plaisir de lui voir pardonner à son confident, car il demeura la nuit entière avec elle. Au matin, il retrouva Sigogne, incommodé de toute façon, qui confiait au papier les Plaintes d'un cavalier mal logé :
| « Entre la puce et la punaise, Sans chaise ny sans tabouret, Je suis icy mal à mon ayse Dessus le lict d'un cabaret. |
| |
| Trois postillons et un notaire, Sont logez ainsi comme moy, Le page d'un apothicaire Et le porte-malle du Roy. »     |

Le lit de la belle marquise était certainement préférable, qui avait reçu Sigogne aussi royalement qu'il recevait Henri IV, médiocre abatteur de bois (Tallemant), et le jeune Claude de Joinville. Cet attachement à Mlle de Verneuil lui rendait insupportable le séjour de Dieppe, dont le roi venait de le nommer gouverneur (1603), 
plus pour éloigner une rivalité qu'il soupçonnait peut-être, et sur laquelle il allait être fixé, que pour rendre aux Dieppois moins sensible la perte qu'ils avaient faite en René de Beauxoncles (Asseline). Sigogne laissa donc ses administrés à la police de leurs échevins, et, indifférent aux mœurs qu'affichait Marguerite de Fau, revint suivre les traces de la marquise (Tallemant).
L'on connaît la conspiration romanesque du comte d'Entragues, de Mlle de Verneuil et du comte d'Auvergne, son frère. D'Entragues amené dans un coche fermé à la Conciergerie du Palais, le comte d'Auvergne conduit sous bonne escorte à la Bastille, on découvrit dans les coffres de la Marquise, également arrêtée, plusieurs lettres ou poulets, où, dit Claude Groulard, Sigogne la sollicitait de l'aimer avec des tendresses intolérables et pleines de mépris au Roy. À l'issue d'un interrogatoire particulier, où le comte d'Auvergne mit la main à l'épée contre lui, Sigogne s'enfuit précipitamment de la cour et se retira en son château de Châteaudun pour y attendre en sûreté les événements. C'est là qu'un ordre du roi lui enjoignit de retourner à son gouvernement de Dieppe (janvier 1605).
La disgrâce publique déchaîna contre le courtisan les rancunes des anciens ligueurs et des envieux. L'anonyme des Contes de la Cigoigne (B. N., manus. fr. S84), et celui de la pièce contre Sigongne et ses satires (B. N., manus. fr. 12491) le traitèrent en de mauvais vers avec la dernière violence. C'est un lâche, un cocu, un sodomite, un entremetteur, un petit-fils de barbier, un cousin de bourrelier, que l'on renvoie à ses hontes; on l'accuse même de n'avoir provoqué Tersan qu'armé jusqu'au collet et sur les instances d'un valet qui lui servait de second. Bref, il l'a quasiment assassiné.
| « Or, adieu, Cour, ta n'es plus favorable A tes bouffons, questeurs de bonne table. Tous mes discours et mes fascheux pasquins |
| |
| N'ont plus de cours, je n'ay plus de pratique, Je m'en revay, en courtaud de boutique, Estre barbier avecques mon cousin. »    |
| (Contes de la Cigoigne.) |

Enfin, Pierre Motin, son rival le plus déterminé et le plus adroit, rima contre lui ces strophes villonnesques :
| « Voyez sa barbe bien coupée Du rasoir qui servit d'espée A sire Pierre, le barbier, Qui jadis estoit son grand-père, Dont se célèbre la mémoire Parmy les maistres du mestier.                     |
| |
| Il tient encor de ce lignage L'humeur, le port et le langage, Estant comme un pet glorieux, Troussé comme un mulet de housse, Discret comme un coupeur de bourse, Effronté comme un maistre gueux ! |
| |
| Brave comme un valet de pique, Et noble courtaud de boutique, Il s'est fait voir parmy les gens Vaillant et hardy à la table, Des faquins l'honneur vénérable, Menteur en arracheur de dents.       |
| |
| Maistre saffranier de haut style, Affronteur de cour et de ville, Ëscorniflenr comme un tambour, Marchand fourny de baliverne De fagots, bouteille et lanterne Chétif cocu, plumet de cour;         |
| |
| Maquignon du jeu d'amourettes, Docteur en bourdes et sornettes, Artisan de vice estranger. Je te donne pour ton salaire Six pets et trois vesses à boire Et quatre crottes a manger. »              |
| (Cab. sat.) |

Quand le faible monarque eut annulé par lettres patentes tous les actes contre Henriette de Balzac, aboli la mémoire de son délit, et réhabilité les comtes d'Entragues et d"Auvergne, Sigogne, pensant rentrer en grâce et refaire sa cour à l'infidèle Marquise, écrivit au roi la lettre suivante :
« Sire,
Lorsque je pris congé de Votre Majesté, l'estonnement de veoir en son visage le juste courroux dont mon malheur estoit la cause m'ostant la raison et la parolle, m'empeschoit de luy dire les ressentimens de mon desplaisir, sçachant aussy que durant la cholère de mon Roy, il valoit mieux céder à la violence de l'orage qu'apporter des défenses inutiles... Maintenant que vostre bonté, qui reluit sur tant de coupables, m'oste la crainte et me donne l'audace d'ozer la supplier, ayez agréable que, les genoux en terre, je die à Vostre Majesté que j'ai failly, puisque pour moy, que tant d'obligations debvoient exempter non seulement d'offence mais de soubzon, il n'y a point de faulte petite. Mais, Sire, mon intention estoit innocente ; et à l'heure que mes mains escripvirent ce qui a desplu à Vostre Majesté, mon cœur pensoit à la servir. L'humeur de celle à qui j'avois à traitter excuse mon action. Elle vouloit des debvoirs extraordi naires, ung esprit qui cedast à ses volontés, et les apparences de beaucoup d'affection à ses intérests. Voyant qu'une inclination si forte et combattue de tant d'agitations différentes, vous contraignoit de l'aymer, je pensois que toutes sortes d'inventions m'estoient permises pour vous servir en vos contentemens, et que je ne pourrois aider par d'autres voyes, car bien souvent, donnant le tort à Vostre Majesté, et la raison à celle qui en estoit privée, son opiniastreté, vaincue de mon consentement, se tournoit. Vostre Majesté se seu- viendra bien que m'ayant fait l'honneur maintefois de me vouloir pour juge de vos différens, elle l'a refusé, disant que j'avois trop de passion à votre service. Le temps donnera de la lumière à ce qui est en ténèbres, et fera congnoistre que si j'ay mal escrit, j'ay fidellement servy... Je n'ose supplier Vostre Majesté d'accourcir le terme de mon esloignement, puisque ma peine est juste ; mais ne pouvant supporter son indignation qui me suit, avec l'humilité que je doibs et le respect, je redemande à Vostre Majesté, lorsque mes pénitences seront accomplies, l'honneur de ses bonnes grâces... En Testât où j'estoys, je n'estois pas inutile au service de Vostre Majesté ; en Testât où je suis, c'est estre mort au monde ; et si vostre clémence inimitable, qui fait que Ton vous estime plus que tous les Roys qui ont jamais esté, ne m'en retire, je veulx que mon nom périsse en la mémoire des hommes. Je supplie Dieu, Sire, etc. » (B. N., manus. supplément fr. 222.) »
Cette lettre émouvante laissa cependant sceptique Henri IV, qui, lors d'un voyage à Dieppe, manda à Mlle de Verneuil : « Quand vous m'avez écrit pour Dieppe, Sygogne estoyt avec moy, il ne songeoyt pas à mourir... »(B. N., autographes origin. Collection de la Reine).
Mais, enfin, les sollicitations de M. de Villars-Houdan, dit Fontenay-Mareuil dans ses Mémoires, et surtout la guérison du petit chien Fanor, décidèrent le roi à la clémence. Fanor, que l’on supposait être enragé, ne devait pas partager l'infortune de cet épagneul infirme qu'Agrippa d'Aubigné recueillit devant les guichets du Louvre, et sur le collier duquel il fit graver une épigramme amère. La bête favorite, accompagnée d'un garçon de la Chambre du Boi, fut envoyée aux bains de Dieppe, qui passaient pour guérir la rage, et où Henri III, « travaillé de certaines galles » (L'Estoile, 3 juin 1578), s'était allé tremper.
Le gouverneur, qui savait par expérience que les petites courtisaneries apaisent parfois les grands courroux ; ne perdit pas une aussi belle occasion d'être agréable à son maître. Il fit lui-même mouiller Fanor et lui donna, assure-t-on, des repas si magnifiques que Sa Majesté s'écria quand elle le sut : « Qui m'ayme ayme mon chien ! »
Pardonné, Sygogne revint faire à la cour quelques rares apparitions. Henri IV, épris de Jacqueline de Beuil, comtesse de Moret, s'était détaché de la Marquise, qui, dit Tallemant, ne songeait plus qu'a la mangeaille et était devenue si grosse qu'elle en ètoit monstrueuse. De nouvelles habitudes contractées à Dieppe, où son autorité lui permettait de « ne respecter la vertu d'aucune femme » ; la facilité qu'il y avait de se procurer pour ses débauches des sommes énormes en pressurant les protestants ; le crédit qu'il s'y était assuré par la force : tout contribuait à le tenir désormais éloigné de Paris. Le père s'était rendu odieux en servant trop fidèlement la cause du roi, le fils se fit détester par une gérance intéressée, une vie scandaleuse.
Il crut, cependant, par des réjouissances publiques, capter l'amitié de la populace ; mais il se montra aussi extravagant en ses libéralités qu'en ses rigueurs. Au cours de fêtes éclatantes, des compagnies d'arquebusiers qu'il avait instituées se disputaient à la cible un vaisseau d'argent massif chargé de vaisselle d'or, que traînaient des hommes de couleur. Ensuite, épiés par la foule du haut des remparts, ces gens d'armes allaient dans la campagne se casser la tête en bataille rangée. Les historiens catholiques eux-mêmes, qui, ne pouvant qu'applaudir à ses sévérités envers les protestants, le traitent d'homme bienveillant et doux, sont néanmoins forcés de blâmer ses dissipations. « Il estoit tellement amoureux d'honneur et de gloire, écrit David Asseline, qu'il se laissoit gouverner par ceux qui lui en donnoient davantage. Ce qui fut peut-être cause qu'il fit des profusions immenses, lesquelles lui firent consumer, non seulement les grands biens que son père lui avoit laissez, mais aussi ceux que sa femme lui avoit apportez, et que l'on fait monter à vingt mille livres de rentes... »
Pendant qu'il ne respirait que vengeance contre quelques notables rebellés, il fut pris d'une fièvre qui le mit au lit et qui redoubla avec tant de violence qu'il devina sa maladie mortelle. Alors il songea « à bien sortir de ce monde », fit venir un prêtre, se réconcilia avec ceux qu'il avait offensés ; et, tel Mathurin Régnier, dit un poème de Claude d'Esternod attribué à Sonnet de Courval, se repentit, « ne pouvant plus mal faire ».
Sigogne expira le 16 avril 1611. « En ce mois, note Pierre de l'Estoille, mourut M. Sigongnet (sic), gouverneur de Dieppe, duquel on disait que le gouvernement d'un haras de garces et de guildines eust été plus propre que celuy d'une telle ville. Aussy y estait-il parvenu par le maquignonnage et sale trafic de cette marchandise. Il mourut pauvre, et, disait-on, qu'à peine avait-on trouvé de quoi le faire enterrer, combien qu'il fut de ces gouverneurs de Velleius Paterculus qui publica ruina malunt quam suâ proteri ».
Marguerite du Fau ayant fait ouvrir le corps, on découvrit dans les reins deux grosses pierres « en forme de deux rochers, avec plusieurs autres petites, qui furent la cause de sa rétention d'urine, de sa fièvre et de sa mort » (David Asseline). À la requête de ses créanciers, ses meubles, vaisselle et chevaux furent vendus à l'encan au pied du château, proche la fontaine de la Barre. Sa veuve, ayant renoncé à la succession, « partit de Dieppe le premier jour de mai suivant, pauvre et dénuée... »
M. de Rochechouart, de la maison de Mortemart, époux de Jeanne de Beauxoncles, l'une des filles du gouverneur, acquit la terre de Sigogne pour 40 000 écus, et la Place fut donnée à François de Monceaux, gentilhomme picard et seigneur de Villers-Houdan, celui-là même qui avait plaidé la cause de l'ancien favori.
Sigogne repose à Dieppe dans le tombeau des gouverneurs de l'église Saint-Rémy. La statue de marbre blanc que l'on avait élevée sur le mausolée et qui le représentait à genoux, couvert de ses armes, la tète et les mains nues, le collier des Ordres au cou, et son casque derrière lui, fut brisée pendant la Révolution. Ses armes écartelées furent également détruites. Elles étaient en quatre parties : la 1re, trois croissants d'or sur champ de sinople ; la 2e cinq bandes d'or, même champ ; la 3e, cinq tourteaux, champ d'or ; et la 4e ou milieu, trois coquilles d'or sur fond de sinople. Le tout était surmonté d'un casque fermé. Au-dessus, sur une plaque de marbre noir, se lisait cette épitaphe :
| CHARLES-TIMOLÉON DE BEAUXOXCLES, CHEVALIER, SEIGNEUR DE SIGONGNES, ROCHEUX ET SAINT-SIMON, CAPITAINE DE CINQUANTE HOMMES D’ARMES DES ORDONNANCES DU ROY, VICE-AMIRAL DE NORMANDIE, GOUVERNEUR POUR SA MAJESTÉ DE LA VILLE ET CHATEAU ET CITADELLE DE DIEPPE, LEQUEL Y DÉCÉDA LE 16 avril. |

Réparé en 1841, le tombeau de cet homme, qui tinta divers titres une place assez considérable, est aujourd'hui abandonné ; et, vengeant la mémoire des Perrettes outragées, un bedeau y range des ustensiles de sacristie et des lampes sans usage. Sur ce qui fut la sépulture de Martial, des lavandières étendent peut-être leur linge... Dans le Recueil de vers de différents poètes, on trouve ce quatrain : 
| « Cy gist le poète satirique Qui sceut l'art de cour pratiquer Dames, garda qu'il ne vous pique Ou qu'il ne vous fasse piquer. » |

## Poésie

### LesSatyresdu sieur de Sigogne
Les Satires de Sigogne ne sont ni des modèles de style, ni des modèles de bon goût. Par leur mélange de précieux et de trivial, de vigueur et d'obscénité, d'éloquence et de maladresse, elles s'apparentent intimement à ces productions d'almanachs, qui furent la pâture du populaire jusqu'au milieu du XVIIe siècle. C'est, avant la plénitude de la culture gréco-latine, la décadence de l'esprit français, qui nargue en mourant l'école de Malherbe. Cet art, cependant, a sa valeur. Il est le reflet fidèle d'une société pittoresque, le témoin du langage argotique des soudards, des veneurs, des valets de chiens, des bateleurs et des filles qui encombraient les tavernes au temps de Mathurin Régnier.
Pierre Louÿs n'est pas loin de comparer Sigogne à Stéphane Mallarmé. Cependant l’'obscurité de Mallarmé est voulue, celle de Sigogne, au contraire, est le fait d'un talent inculte et plein de gaucherie. Tristan Corbière le rappellerait davantage, le Corbière de Raccrocs et du Pardon de Sainte-Anne. Comme lui, « L'art ne le connaît pas, Il ne connaît pas l'art. »
Les Satires de Sigogne, qui semblent avoir été écrites au cabaret et distribuées sans souci par l'auteur à ses amis, furent réunies dans les recueils suivants : 
- Le Parnasse des plus excellents poètes[18]., 1607
- Les Muses gaillardes, 1609
- Les Satyres bastardes et autres œuvres folastres de Cadet Angoulevent, 1615
- Les Satires et autres œuvres folastres de Mathurin Régnier, etc., 1616 et 1615
- Le Recueil des plus excellents vers satyr. de ce temps, 1617
- Les Cabinets satyriques de 1618, 1632, 1634, 1666
- édition dite du Montparnasse de 1697, (2 vol). On ne saurait se fier à cette dernière, où les poésies de Sigogne ont été manifestement retouchées.

La plupart des pièces figurent dans la réédition faite par Poulet-Malassis, en 1864 (2 vol.), des Cabinets satyriques, et dans celle de Gand, 1859, (2 vol). On trouve des inédits et des variantes dans les manuscrits notamment dans le Recueil de diverses bigarrures, etc. (par l'Estoille).
On lui doit des poésies, notamment dans le Cabinet satyrique, qui tiennent du pamphlet personnel, du galimatias hérité des fatrasies médiévales, du coq-à-l'âne marotique ou des fantaisies de Berni. Il affectionne particulièrement le sixain ou le huitain d'octosyllabes, et le sonnet dans le style de du Bellay.

### Érotismeetlesbianismedans l'art
Charles-Timoléon de Beauxoncles, poète favoris du roi Henri IV, fut publié aux côtés entre autres de Ronsard et Jodelle dans les recueils collectifs de poésies libres et satyriques imprimés entre 1600 et 1626, année de la mort de Théophile de Viau. Fernand Fleuret et Louis Perceau publièrent en 1920 les Œuvres satyriques complètes du sieur Sigogne . L’enfer des classiques, poèmes légers des grands écrivains du XVe au XVIIIe siècle recueillis et annotés par Pierre Dufay attire toute l’attention sur un objet déjà traité par Ronsard : « le gaude michi » où l’une des dernières strophes fait état de « celle qui, pour un garçon/embrassait souvent une femme ».
L'imaginaire de ce texte salace sous-entend que celle-ci, l'Amoureuse passionnée Sappho, se serait noyée car elle ne pouvait assouvir sa nymphomanie pour un garçon (allusion à Phaon) et qu'elle compensait ses frustations de délaissée en embrassant souvent une femme. Réalité de la lesbiatitude ou fantasmes masculins, le godemiché (qui vient du latin gaude mihi, « fais-moi plaisir ») serait un outil dangereux bien qu'infécond pour solitaires ou non, hétérosexuelles ou homosexuelles.
Au XVIe siècle, furent publiées les premières éditions en grec (1546) et en français (1556) de l'œuvre de la poétesse lyrique de Lesbos et Sigogne fait partie de la minorité d'écrivains des XVIe et XVIIe siècles qui ose voir en Sappho, sans la nommer, une femme à femmes (à défaut d'hommes !). Ceci serait certainement dû à ses penchants sodomites, à son absence de scrupules ou à son goût pour une littérature « satyrique », « c'est-à-dire violente et volontiers ordurière, s'en prenant nommément à des personnes vivantes ».
Chez le sieur de Sigogne, Le Gaude Michi est l'unique poème qui se moque du tribadisme de manière allusive et secondaire. Sont plus coutumiers au poète la scatologie et l'urolagnie (ou l'ondinisme).
Voici un sonnet du Sieur aux accents baudelairiens : L'illicite, la descente aux enfers, la fureur et la semence de désordre, les portes de l'enfer s'ouvrent ici avec un peu d'imagination et de pure poésie au péché muet.
| Le Gaude Michi |
| « L’on m’a dit que, le plus souvent, L’amour vous contraint en dormant, De faire à l’envers la grenouille ; La nuit sous vos ardants regrets, Et les doux mystères secrets De votre doigt qui vous chatouille. |
| |
| Mais je me plains que tout le jour, Fuyant le même nom d’Amour, Vous contrefaictes la doucette, Cependant que, toute la nuit, Vous prenez un nouveau déduit Avec un manche d’espoussette.                      |
| |
| Mais un clou qui se détacha, L’autre des nuits, vous écorcha, Dont vous faites si triste mine Que vous allez tout dédaignant Et ne pouvez plus maintenant, Tenir le cours de votre urine.                      |
| |
| Une autrefois, il faut choisir Le temps, le lieu, et le plaisir De vous caresser à votre aise ; Usant de ces bâtons polis Dont l’on rehausse les gros plis Et les bouillons de votre fraise.                   |
| |
| Ceux de velours ne coullent pas, Ceux de satin deviennent gras, Et sont rudes à la couture ; Ceux de verre, par un malheur, S’ils se cassaient, en la chaleur, Vous pourroient gaster la nature.               |
| |
| Il vaudroit bien mieux pratiquer L’amour même, sans se moquer, Sans aimer l’ombre de son ombre, Et sans un esbat tout nouveau, Vous jouer de quelque naveau Ou d’un avorton de concombre.                      |
| |
| Ce n’est pas ainsi qu’il vous faut Contenter cet endroit si chaud Qui d’une feinte ne s’abuse, Et qui pourrait, en un instant, Allumer, dans un régiment Toutes les mêches d’Harquebuse ;                      |
| |
| Ny se tromper de la façon De celle qui, pour un garçon, Embrassait souvent une femme, Et qui mourant de trop aimer, Ne trouva qu’au fond de la mer Un remède à sa chaude flamme.                               |
| |
| Vous n’attendez qu’un mari neuf, Quelque veau pour devenir bœuf, Vous ôte ce faux nom de fille, En tenant clos votre vallon, Craignant l’enflure du ballon, Vous vous esbatez d’une quille.                    |
| |
| Mais qui que ce soit, le sot né, Votre mari prédestiné, Bien qu’il ne soit qu’une bête, Heureux il sera, le cocu, Ouy bien, si vous avez le cu Aussi leger comme la tête. »                                    |
| |
| Sonnet |
| « Ce corps défiguré, bâti d'os et de nerfs, Couvert d'un parchemin où l'horreur est décrite, Qui fait voir au travers d'une flamme illicite Peut servir de lanterne à descendre aux enfers.                    |
| |
| Et ce cœur tout rongé de mille et mille vers Que la vengeance prend lorsque l'amour le quitte, Où l'inceste, le meurtre, la fureur habite; Où les forfaits commis se montrent découverts.                      |
| |
| Qui a vu d'un tel corps une telle âme hôtesse ? Corps infect et défait, âme fausse et traitresse, Sans être désunis vous passerez là-bas.                                                                      |
| |
| Et, si vous nous restez, semence de désordre, C'est que de vous l'enfer ne veut encore pas Et la mort sur vos os ne peut trouver que mordre ! »                                                                |

## Héritage culturel

### Héritage linguistique et étymologique
L'origine du mot salope reste incertaine. Même s'il apparaît clairement que le mot fut employé, dès le début du XVIIe siècle, pour désigner des personnes sales et malpropres, l'origine étymologique du mot est plus trouble. La première trace écrite du mot remonte en effet à 1607, sous la forme de salouppe, adjectif désignant l'extrême saleté, dans un texte tiré des Œuvres satyriques de Charles-Timoléon de Sigogne : « Or, laissons paistre ceste trouppe [de poux], Garnison du pauvre salouppe, En ce vieux haillon de pourpoint ». Il serait probablement composé de la juxtaposition des mots sale et hoppe, forme lorraine de huppe, la huppe ayant en effet la réputation d'être un oiseau sale, du fait de la forte odeur se dégageant de son nid, cet oiseau est dans la langue française synonyme de saleté, comme en témoigne le proverbe sale comme une huppe, qui donne en lorrain sale comme une hoppe.

## Œuvres
- Les œuvres satyriques du sieur de Sigogne : première édition complète, d'après les recueils et manuscrits satyriques, avec un discours préliminaire, des variantes et des notes, Éd. Fernand Fleuret, Louis Perceau, Paris, Bibliothèque des curieux, 1920
- Les satyres du sieur de Sigogne ; extraites des recueils et manuscrits satyriques choisies et réunies pour la première fois avec une biographie et des notes, Éd. Fernand Fleuret, Paris, Sansot, 1911
- Le Cabinet satyrique. D'après l'édition originale de 1618, avec une Notice, une Bibliographie, un Glossaire, des Variantes et des Notes. Éd. Fernand Fleuret, Paris, Librairie du Bon Vieux Temps, collection satiriques français , 1924